# Gousse
Gousse é uma comuna francesa na região administrativa da Nova Aquitânia, no departamento Landes. Estende-se por uma área de 4,15 km². Em 2010 a comuna tinha 311 habitantes (densidade: 74,9 hab./km²).